# Géraldine Nakache
Géraldine Nakache (in arabo جيرالدين نقاش‎?; Suresnes, 16 febbraio 1980) è un'attrice, regista e sceneggiatrice francese.

## Biografia
Gèraldine Nakache è nata nel 1980 a Suresnes da genitori ebrei algerini. Il padre è un direttore di sistemi informatici, mentre la madre è una assistente alla contabilità Inoltre è la sorella del regista Olivier Nakache. Dopo essersi diplomata in cinema, ha iniziato la sua carriera lavorando come aiuto-regista per i canali televisivi Canal+ e Comédie+. In seguito è apparsa come attrice in molti film e serie televisive, ottenendo molti premi soprattutto per Tout ce qui brille, il suo debutto alla regia. Nel corso della sua carriera ha recitato con attori italiani come Kim Rossi Stuart e Pippo Delbono, rispettivamente in L'Ex de ma vie e La casa delle estati lontane.

## Vita privata
Dal 2009 al 2011 è stata sposata con il comico Manu Payet.

## Filmografia

### Attore

#### Cinema
- Comme t'y es belle !, regia di Lisa Azuelos (2006)
- Tu peux garder un secret ?, regia di Alexandre Arcady (2008)
- Troppo amici (Tellement proches), regia di Olivier Nakache ed Éric Toledano (2009)
- Jusqu'à toi, regia di Jennifer Devoldère (2009)
- Fuga d'amore (R.T.T.), regia di Frédéric Berthe (2009)
- Paris Express (Coursier), regia di Hervé Renoh (2010)
- Tout ce qui brille, regia di Géraldine Nakache e Hervé Mimran (2010)
- Il reste du jambon ?, regia di Anne Depetrini (2010)
- Et soudain, tout le monde me manque, regia di Jennifer Devoldère (2011)
- Gli infedeli (Les Infidèles), regia di Emmanuelle Bercot, Fred Cavayé, Alexandre Courtès, Jean Dujardin, Michel Hazanavicius, Éric Lartigau e Gilles Lellouche (2012)
- Marsupilami (Sur la piste du Marsupilami), regia di Alain Chabat (2012)
- Nous York, regia di Géraldine Nakache e Hervé Mimran (2012)
- Io faccio il morto (Je fais le mort), regia di Jean-Paul Salomé (2013)
- 11 donne a Parigi (Sous les jupes des filles), regia di Audrey Dana (2014)
- L'Ex de ma vie, regia di Dorothée Sebbagh (2014)
- La casa delle estati lontane (Rendez-vous à Atlit), regia di Shirel Amitay (2014)
- Robin des bois, la véritable histoire, regia di Anthony Marciano (2015)
- Et ta sœur?, regia di Marion Vernoux (2015)
- Una bugia per due (Je ne suis pas un héros), regia di Rudy Milstein (2023)
- Tigri e iene (Tigres et Hyènes), regia di Jérémie Guez (2024)

#### Televisione
- Bad People (2003)
- Starloose Academy (2003-2004)
- La Téloose (2004-2005)
- Kaamelott (2007)
- Mariage surprise (2007)
- Élie annonce Semoun (2007)
- Canal Presque (2009)
- Déformations professionnelles (2009)
- Scènes de ménages (2012)
- Zak (2012)
- Le Débarquement (2013)
- Ippocrate - Specializzandi in corsia (Hippocrate) – serie TV (2018-in corso)
- La scomparsa di Kimmy Diore (Les enfants sont rois) - serie TV, 6 episodi (2024)

### Regista e sceneggiatrice (assieme a Hervé Mimran)
- Tout ce qui brille (2010)
- Nous York (2012)

### Doppiatrice
- Megamind, regia di Tom McGrath (2010)
- Asterix e il regno degli dei, regia di Alexandre Astier e Louis Clichy (2014)

## Premi e candidature
- (2010) Festival international du film de comédie de l'Alpe d'Huez : Premio speciale della giuria per Tout ce qui brille[3]
- (2010) Festival international du film de comédie de l'Alpe d'Huez : Premio del pubblico per Tout ce qui brille
- (2010) Festival international du film de comédie de l'Alpe d'Huez : Nomination miglior interpretazione femminile per Tout ce qui brille.
- (2011) Étoiles d'or du cinéma français : Miglior film per Tout ce qui brille[4]
- (2011) My French Film Festival : Premio del pubblico per Tout ce qui brille[5]
- (2011) Globe de cristal : Nomination miglior attrice per Tout ce qui brille.
- (2011) Étoiles d'or du cinéma français : Nomination miglior sceneggiatura per Tout ce qui brille.
- (2011) Premi César 2011 : Nomination migliore opera prima per Tout ce qui brille.
- (2011) Premi Lumière 2011 : Nomination migliore sceneggiatura per Tout ce qui brille.

## Doppiatrici italiane
Nelle versioni in italiano dei suoi film, Géraldine Nakache è stata doppiata da:
- Stella Musy in Ippocrate - Specializzandi in corsia, La scomparsa di Kimmy Diore
- Tatiana Dessi in La casa delle estati lontane
- Federica De Bortoli in 11 donne a Parigi
- Tiziana Avarista in Gli Infedeli
- Gea Riva in Una bugia per due
- Benedetta Ponticelli in Tigri e iene